# Pietro Rossi (científic)

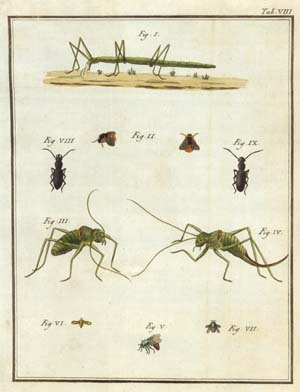
Placa de Fauna etrusca de l'any 1790

Pietro Rossi (nascut a Florència el 1738 i mort el 21 de desembre de 1804 a Pisa) va ser un científic italià i entomòleg.

## Carrera
Rossi es va doctorar a la Universitat de Pisa en filosofia i medicina el 1759. Va ser professor de lògica des de 1763 a 1801 i finalment va obteir la càtedra d'història natural essent el primer professor d'entomologia (insectologia) del món. Va publicar Fauna etrusca (1790) i Mantissa insectorum (1792), obres que es consideren pioneres en entomologia. El 1793 va ser elegit membre de la Reial Acadèmia Sueca de Ciències. Després de la seva mort el Museo entomologico Pietro Rossi es va integrar dins el Museo Civico di Storia Naturale de Milano a Milà.